# مخمصه (فیلم ۱۹۳۲)
مخمصه (انگلیسی: A Tight Corner) یک فیلم کمدی بریتانیایی به کارگردانی لسلی اس. هیسکات است که در سال ۱۹۳۲ میلادی منتشر شد. در این فیلم فرانک پتینگل، جینا مالو، بتی استل و چارلز استرتن به ایفای نقش پرداخته‌اند.